# 託庸
託庸（穆麟德轉寫：toyong）（1693年—1773年），字师健，号瞻园，又号簪园，富察氏，滿洲鑲黃旗，清朝政治人物、清朝工部尚書。

## 生平
曾任安徽巡撫。乾隆三十年十一月乙酉，接替託恩多，擔任清朝兵部尚書，后改工部尚書。曾任兵部尚書。乾隆三十二年三月丙寅，接替宗室蘊著，擔任清朝工部尚書，后改刑部尚書。由福隆安接任。谥誠毅。
家有瞻园，中有十八景。著《瞻园诗钞》一卷。

## 家庭
- 子盛京工部侍郎富察善。